# Regió d'Iringa
Iringa és una de les trenta regions administratives en les quals està dividida la República Unida de Tanzània. La seva principal població és la ciutat d'Iringa.

## Districtes
Aquesta regió es troba subdividida internament en set districtes:
1. Iringa Urbà
2. Iringa Rural
3. Kilolo
4. Ludewa
5. Makete
6. Mufindi
7. Njombe

## Territori i Població
La regió d'Iringa té una extensió de territori que abasta una superfície de 56.864 quilòmetres quadrats. A més aquesta regió administrativa té una població d'1.490.892 persones. La densitat poblacional és de 26,3 habitants per cada quilòmetre quadrat de la regió.